# Ángela García Cuetos
Ángela García Cuetos (Blimea, San Martín del Rey Aurelio, 1942), es una escultora española. Ha sido una de las primeras artistas asturianas en utilizar la cerámica como material artístico.

## Trayectoria
García pasó su infancia en Asturias. A los 19 años se trasladó a Madrid para posteriormente viajar a Londres (Reino Unido) en 1963, donde residió hasta 1970. Estudió durante tres años, en parte becada por el gobierno inglés, en el Holborn Institute y en el Camden Institute of Arts de Londres. En esta etapa, en la que su interés se centra en la cerámica, estuvo influenciada por el escultor Henry Moore, y realizó su primera exposición individual en 1969 en la Galería Woodstock.
A su regreso a España en 1970, se instaló en Madrid y abrió su propio taller de escultura en la calle Piamonte. Expuso individualmente por primera vez en la Galería Círculo 2, participando desde entonces en numerosas exposiciones individuales y colectivas. Tras el barro comienza a trabajar el bronce, apareciendo su serie de torsos y cabezas, de los que son buena muestra los presentados en la Galería Kreisler en 1977.
En 1980, junto a la pintora y escultora Mariantonia Salomé, García fue una de las dos únicas escultoras que participaron en la II Bienal de Arte Ciudad de Oviedo, certamen que también tuvo presencia femenina en la figura de la pintora Consuelo Vallina. En esta década, comenzó a realizar una serie de retratos y autorretratos, como son las cabezas de Alexander Fleming o Pablo Schabelsky. En la actualidad la escultora se dedica a la pintura acrílica y al dibujo con plumilla al agua.
Especializada en el trabajo en bronce y piedra, aunque también trabaja la cera y la cerámica, se ha dicho de su obra, figurativa y con referencias a la escultura clásica, que es organicista y expresionista. Y, que pese a no ser de gran tamaño, destaca por su rotundidad y expresividad.

## Reconocimientos
En 1972, García recibió el Premio Francisco Alcántara del Círculo de Bellas Artes de Madrid. En 1985, recibió el Premio Caja de Ahorros de Madrid.